# Dawn Upshaw
Dawn Upshaw   (Nashville, 17 de juliol de 1960) és una cantant d'òpera (soprano) nord-americana.

## Biografia
Dawn Upshaw va estudiar a la "Illinois Wesleyan University" fins al 1982. Això va ser seguit per dos anys de formació vocal a la "Manhattan School of Music". Va debutar el 1988 al Metropolitan Opera de Nova York. Va tenir el seu avenç l'any 1992 al Festival de Salzburg com a "Àngel" a l'òpera Saint François d'Assise d'Olivier Messiaen i en un enregistrament de la 3a simfonia d'Henryk Górecki.
Nombrosos compositors, com John Adams, Kaija Saariaho (L'amour de loin), Henri Dutilleux i Osvaldo Golijov, han escrit peces per a ella, que també va estrenar.
El 2010, va encarregar al compositor David T. Little la composició de l'òpera Vinkensport per al "Graduate Vocal Arts Program" al "Bard College Conservatory of Music".

## Premis
- Premi Grammy 2004 "Millor interpretació de música de cambra" juntament amb el Kronos Quartet
- Admissió a l'Acadèmia Americana de les Arts i les Ciències (2008)
- Premis Grammy 2014 "Millor sol de veu clàssica": Maria Schneider, Winter Morning Walks, amb l'Orquestra de Cambra d'Austràlia i l'Orquestra de Cambra de St. Paul